# Ландріано
Ландріано (італ. Landriano) — муніципалітет в Італії, у регіоні Ломбардія,  провінція Павія.
Ландріано розташоване на відстані близько 460 км на північний захід від Рима, 18 км на південь від Мілана, 18 км на північний схід від Павії.
Населення — 6302 особи (2014).

## Демографія
Населення за роками:

Станом на 1 січня 2023 року в муніципалітеті офіційно проживало 812 іноземців з 48 країн, серед них 179 громадян країн Євросоюзу та 37 громадян України.

## Сусідні муніципалітети
- Баскапе
- Карп'яно
- Сіціано
- Торревеккія-Пія
- Відігульфо